# 車のアラシ テレビショッピング
『車のアラシ テレビショッピング』（くるまのアラシ テレビショッピング）は、新潟総合テレビで1984年にスタートした、年に一度放送される中古車ショッピング番組。
正式には『NST中古車テレビショッピング』である。

## 概要
新潟市西区寺尾（当時、現・小針上山）にある中古車販売店「車のアラシ」の創業者で代表取締役を務める新潟県村上市出身の嵐春男（あらし はるお）と、ゲストに全国で活躍するタレントや歌手等を迎えてアナウンサーと共に同社で生放送を行う。生放送と同時にフリーマーケットやライブなどが行われる。
何台かの中古車を紹介して価格を決めるのはすべて嵐本人だが、場合によっては出演者たちの希望や、生放送中の雰囲気等による。

## 車のアラシ 概要
「車のアラシ」は1964年に新潟市（現・中央区）白山浦に個人創業、1965年に事務所を同市（現・西区）小針へ移転、1973年に同区寺尾にセンターをオープン。1976年に法人として設立。
「車のアラシ」は2009年に創業から45周年を迎えた。2010年に西区小針上山に移転。小針店、寺尾店リニューアルオープン。

## 出演者
- 鈴木秀喜（NSTアナウンサー）
- 廣川明美（NSTアナウンサー）
- 嵐春男（「車のアラシ」代表取締役）

## 過去の出演者
- 長谷川晴彦（当時NSTアナウンサー）
- 木竜亜希子（当時NSTアナウンサー）

ゲスト出演者（1984年開始時 - 現在） 
- 片岡鶴太郎
- 森尾由美
- 古今亭志ん駒
- コロッケ
- 松居直美
- ガッツ石松
- 稲川淳二
- 美川憲一
- ルー大柴
- 井手らっきょ
- 松村邦洋
- 羽賀研二
- ダチョウ倶楽部
- 林家正蔵
- オスマン・サンコン - 歴代ゲストの中で嵐と一番仲が良く、CMに出演したり、45周年パーティにも来たりしている。
- ビビる
- マギー審司
- 日出郎
- 山本淳一
- 桂三風
- 神取忍
- 大仁田厚
- 朝日奈希
- カナデフウビ
- サエラ
- 漁港

## スポンサー
- 車のアラシ